# 澳口
澳口（广州话拼音：Ohau），是广州的一条老村，旧时为南海縣金利司恩洲堡，现属于中华人民共和国广东省广州市荔湾区南源街道。这个村地处西關平原北邊、駟馬涌出珠江口的北岸，南連南岸村，北接源溪。世居村民姓蔡、鄭。

## 历史
澳口旧时为泊船的港口，在宋元兩代開村，初時村主係鄭氏。元末明初，西場蔡氏梅溪公由西場遷來澳口，成为了澳口蔡氏始祖，後人修建了梅溪蔡公祠来紀念先人。明清兩代，屬南海縣金利司恩洲堡。
中华民国初期，屬南海縣二區。1928年，屬廣州市南岸區。1949年12月，屬廣州市南岸區南澳街。1950年6月，屬廣州市西村區南源街。1952年9月，屬西區南源街。1953年1月，屬西區人民政府南源街。1955年5月，屬廣州市西區南源街。1960年5月，屬西區西村人民公社管理委員會。1960年8月，西區改名荔灣區，屬荔灣區西村人民公社管理委員會。1961年8月，屬荔灣區南源街。1968年4月，屬荔灣區南源街革命委員會。1980年9月，屬廣州市荔灣區南源街澳口社區，延续至今。澳口舊時有部分区域属于西郊人民公社（1987年改名叫西郊行政村），合組南岸第二生產隊。2002年，廣州市城中村改革，澳口正式不再归西郊村管。